# Aura (satèl·lit)
Aura és el tercer  satèl·lit del Sistema d'Observació Terrestre ( Earth Observing System) de la NASA, i en el qual han col·laborat altres països. En llatí, aura significa aire. Aquest satèl·lit forma part de la constel·lació A-Train.
Llançat el 15 de juliol de 2004 per un coet  Delta des de la base aèria de Vandenberg, Aura està dedicat a l'observació d'ozó, la qualitat de l'aire i el clima. Els mesuraments d'Aura complementen les fetes pel satèl·lit UARS i continuen el registre de la concentració d'ozó. El satèl·lit està dissenyat per a una durada mínima de cinc anys.
Porta els següents instruments:
- HIRDLS (High Resolution Dynamics Limb Sounder)
- MLS ( Microwave Limb Sounder)
- OMI ( Ozone Monitoring Instrument)
- TES ( Tropospheric Emission Spectrometer)

La nau va ser construïda per TRW i està basada en el disseny del satèl·lit  Aqua per tal d'estalviar costos.
La nau està en una Òrbita heliosíncrona amb un període d'uns 100 minuts. Cada 16 dies torna a trobar just sobre el mateix punt, de manera que el seguiment de qualsevol canvi atmosfèric sobre una regió està assegurat.

## Especificacions
- Mida una vegada desplegat: 4,7 mx 17,37 mx 6,91 m
- Massa total: 2967 kg
- Potència: 4600  W
- Telemetria: banda S
- Òrbita: heliosincrónica a 705 km d'altura.